# Przemysław Wiatrowski
Przemysław Paweł Wiatrowski – polski językoznawca, polonista. Do jego zainteresowań naukowych należą: stylistyka językoznawcza, pragmatyka językowa, socjolingwistyka, krytyczna analiza dyskursu, onomastyka.
Pracę magisterską poświęcił analizie języka „Przewodnika Katolickiego”. Doktoryzował się w 2009 r. na podstawie pracy poruszającej emocjonalność w tymże tygodniku. Na kanwie doktoratu ogłosił książkę pt. Morfologiczne i leksykalne wykładniki negatywnych emocji w „Przewodniku Katolickim” z lat 1895–2005 (2010), za którą otrzymał z rąk Rektora UAM indywidualną nagrodę III stopnia. Posiada stopień doktora habilitowanego nauk humanistycznych.  Wykładowca na Uniwersytecie im. Adama Mickiewicza w Poznaniu.

## Wybrana twórczość
- Morfologiczne i leksykalne wykładniki negatywnych emocji w „Przewodniku Katolickim” z lat 1895–2005 (2010)
- „Wilk w owczej skórze”, czyli „serigala berbulu domba”. Uwagi o genezie wybranych polskich i indonezyjskich jednostek frazeologicznych. (2016)
- Związki frazeologiczne identyczne oraz podobne formalnie w językach indonezyjskim i polskim (2018)